# Potamon potamios
Potamon potamios är en kräftdjursart som först beskrevs av Olivier 1804.  Potamon potamios ingår i släktet Potamon och familjen Geryonidae. IUCN kategoriserar arten globalt som nära hotad.

## Underarter
Arten delas in i följande underarter:
- P. p. potamios
- P. p. palaestinense
- P. p. setiger

## Bildgalleri

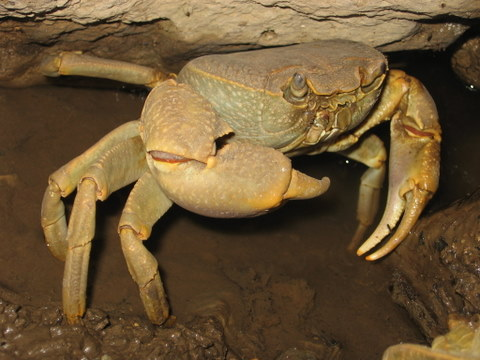